# Теричола
Теричола (на италиански: Terricciola) е град и община в Италия, в региона Тоскана, провинция Пиза, в географския район Валдера. Населението му е около 4500 души (2009).